# 上西小百合
上西小百合（1983年4月30日—）為日本政治家、電視藝人，曾當選2屆眾議院議員，進入政界前為普通上班族。曾任日本維新会女性局事務局長，但在改組為維新黨後被開除，其後以無黨籍身份繼續從政。她於2017年退出政壇後，於2018年5月成為一名電視藝人。

## 經歷
1983年出生於大阪府羽曳野市。從神戶女學院大學畢業後先後在日新火災海上保險與阪南理美容工作，於2012年12月代表日本維新会參加第46屆日本眾議院議員總選舉，在大阪府第7區得票數僅次於自民黨候選人渡嘉敷奈緒美，並獲得比例區當選資格。在2014年的第47屆日本眾議院議員總選舉中，她再度在同一選區敗給渡嘉敷，但仍獲得比例區當選資格，得以重返眾議院。
2015年4月9日發行的《週刊文春》報道，她稱因患急性病毒性腸炎而缺席3月13日舉行的眾議院會議，但真正原因是前一天晚間與自民黨議員赤枝恒雄在居酒屋以及酒吧等處飲酒到很晚，而14日與15日也缺席會議則是與秘書一起到京都府宮津市的溫泉去旅行，兩人還有外遇關係。而該秘書在4月1日，關西電視台記者想要採訪上西時還出言恐嚇記者。對於這些事情，她在4月3日於大阪維新會總部舉行的記者會上表示自己的確是在開會的前一天飲酒到很晚才缺席會議，對此事表示抱歉，但第二天去宮津是因為在當地有工作，但並不是旅行，而且秘書也只是開車把自己從大阪送到宮津，更沒有男女關係。對此說法，一同出席記者會的黨首橋下徹表示這些行為不應當出現在國會議員的身上，而且本人的態度也有很大的問題。4月4日，橋下在大阪市內的街頭演講中表示，自己已經要求上西辭去議員職務，但上西本人表示因為她並未違反法律，所以不會辭去議員職務，但可以接受將其開除出黨。同一天，她被開除出維新黨，成為無黨籍議員。其後則由於經常在社交媒體上發表爭議性言論而多次成為媒體的焦點，還多次以現役議員身份參加電視節目演出，並曾與當過眾議員的東國原英夫在節目中辯論。
2016年2月，東京的戲劇製作人笹原雄一成為她的秘書，主要負責安排她出席公開活動，還曾一同參加電視節目錄製。
2017年9月25日，她舉行記者會，表示自己因為還沒有做好準備，貿然參選很可能會輸掉，所以不會參加第48屆日本眾議院議員總選舉。但在將來還會繼續參政，渴望有一天能夠再返回國會。
2018年5月，她加入一家演藝事務所，成為一名電視藝人，主要是對電視觀眾分享自己擔任議員時期的經驗與感受。她表示自己很期待與橋下徹在綜藝節目中再次碰面，另外自己也暫時不會參加選舉。

## 言論

### JYJ法
2016年5月5日，她在Twitter上表示自己在黃金週假期期間曾去韓國與JYJ的經紀公司相關人員見面，了解於2015年末在韓國國會通過的「禁止電視台受第三者壓力影響，故意阻止特定演藝人員演出的廣播電視法改正案」，通稱「JYJ法」的相關情況。她表示自己在日本國內進行了5個月的調查，很希望在日本也能通過類似的法案，讓所有有才華的藝術家能夠在日本進行最完美的演出。

### 日語維基百科
2016年5月6日，她在Twitter上寫到自己的維基百科條目中有寫自己會「有條件承認核武器」，但她表示自己連核電站都覺得是異常的，那些內容都是當時石原慎太郎要求日本維新會寫進參選人的政治主張的，而她本人直到最近才知道這件事。

### 浦和紅鑽
2017年7月15日，在埼玉2002體育場舉行的浦和紅鑽對多特蒙德友誼賽中，浦和紅鑽以2-3負於對方。隨後，自稱為多特蒙德球迷的上西在Twitter上表示「浦和輸得很難看，以為比賽是在玩嗎？」，遭到浦和紅鑽球迷的抨擊，高木義成與石川直宏等著名球員也在Twitter上對其進行反駁。其後她更是發表蔑視浦和球迷的「僅僅是支持一下足球，就以為自己做了什麼不得了的事情，不就是把自己的人生寄託在別人身上」等言論，招致更多球迷的憤怒，甚至有人向其議員事務所發佈殺人預告，導致她尋求警方保護。20日，她又因為自己的面談要求被浦和紅鑽俱樂部方面拒絕而在Twitter上發言挑釁「代表日本的俱樂部的應對方法太低級了」「我能理解紅鑽那邊看到我現在太火了不願意招惹我，但是一句話也不說就行了嗎？」「本來是用五十年就能實現百年計劃的俱樂部，我看這個樣子得要一百年吧」。22日，她發文表示有兩名紅鑽球迷闖進自己位於大阪府吹田市的事務所，說「浦和紅鑽就這麼放任自己的球迷的話，我也會有自己的考慮」。之後，浦和紅鑽在官方網站上發文呼籲球迷保持冷靜。

### 阪神虎隊
她自稱是阪神虎隊的球迷，經常前往甲子園球場或東京巨蛋觀看該隊的比賽。但在上述與浦和紅鑽球迷發生爭執期間，她在Twitter上發佈支持藤川球兒投手的信息，又引發棒球迷的反對聲浪，還被部分球迷指出她到現場觀看的比賽阪神虎都輸得很難看。她於2018年表示雖然阪神近期成績不理想，但仍然支持該隊，並且希望被邀請擔任投球禮嘉賓。

## 著作
- 《小百合》（2015年8月21日、双葉社、ISBN 978-4-575-30930-0）

## 電視節目
- Mecha-Mecha Iketeru!19周年特別節目!!（富士電視台、2015年10月3日)
- 男女糾察隊（朝日電視台、2015年10月27日）
- Sunday Japon（TBS電視台、2016年5月15日）
- 機會的時間（AbemaTV、2018年8月28日）[25]

## 外部連結
- http://ameblo.jp/uenishi-sayuri/（页面存档备份，存于）
- 的X（前Twitter）
- 的Facebook專頁
- 上西小百合的Instagram帳戶